# Ипекакуана
Ипекакуа́на, или рво́тный ко́рень (лат. Carapichea ipecacuanha) — травянистое растение семейства Мареновые (Rubiaceae), вид рода Carapichea, до недавнего времени относился к роду Психотрия (Psychotria). Произрастает в Бразилии, в верховьях правых притоков реки Амазонки, а также культивируется в Индии, Индонезии и Танзании. Жан Адриан, немецкий доктор первый показал лекарственное значение этого растения.

## Биологическое описание

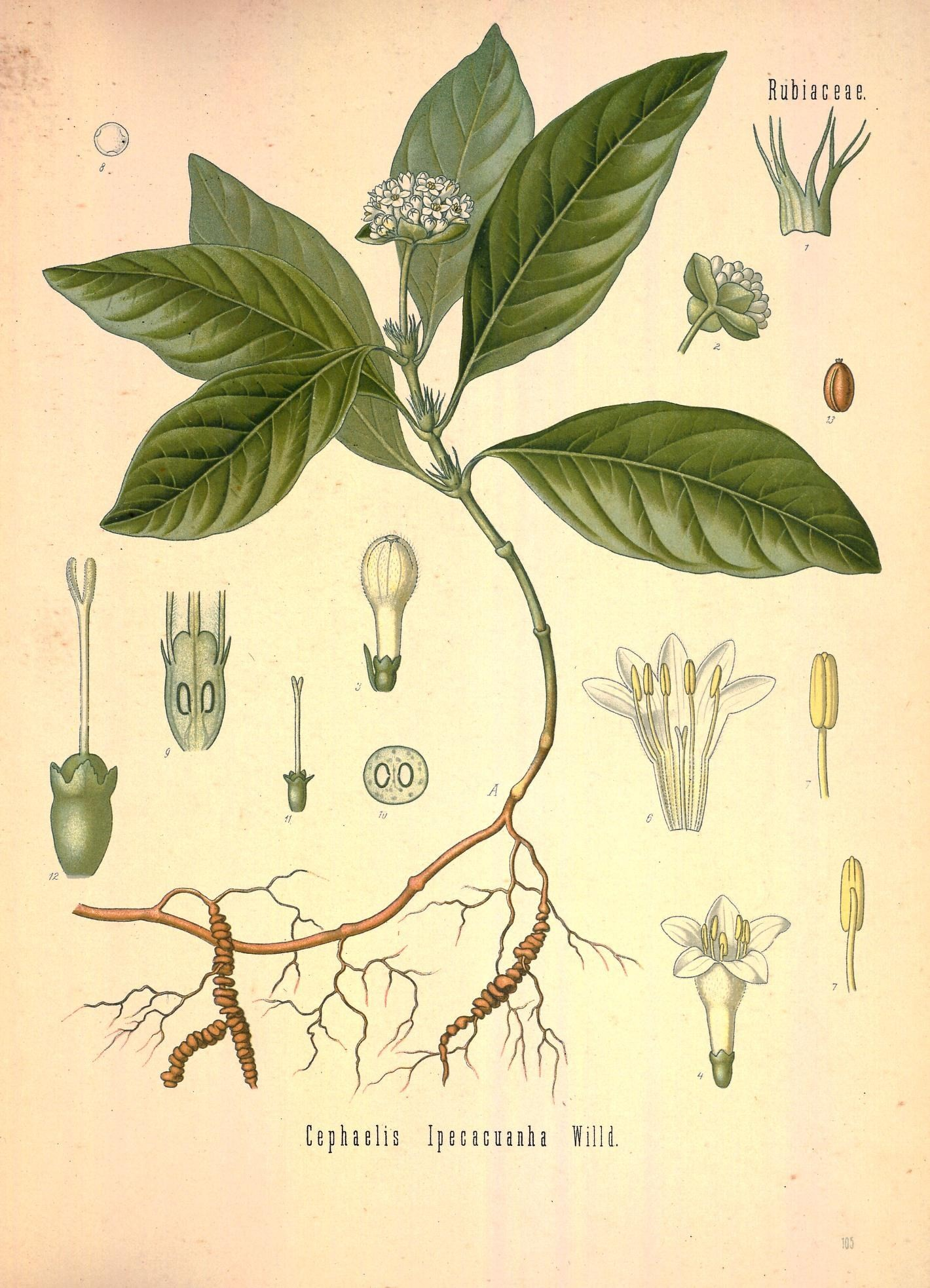
.

Это небольшое травянистое растение с тонким стеблем и несколькими парами вечнозелёных супротивных широколанцентных листьев. На верхушке развивается небольшое соцветие — головка из мелких белых трубчатых цветков. Плод — мясистая костянка. Под землёй тянется длинное серо-бурое горизонтальное корневище. В узлах от него отходят длинные корни, состоящие из твёрдой древесины и широкой коры. Кора нарастает неравномерно с кольцевыми перетяжками, что делает корни похожими на чётки.

## Химический состав
В качестве лекарственного сырья используют корень ипекакуаны (рвотный корень) (лат. Radix Ipecacuanhae), который содержит 2—2,5 % суммы алкалоидов. Главным из них по количеству и по действию является эметин, составляющий 70 % суммы. Второй по количеству алкалоид — цефалеин, содержащий на одну метильную группу меньше, чем эметин, и способный служить основой для его полусинтеза. Другие алкалоиды содержатся в следовых количествах. Помимо алкалоидов корень ипекакуаны содержит 2 % сапонинов и гликозид ипекакуинин.

## Использование
Отвар, настой и порошок ипекакуаны применяются в малых дозах при кашле как отхаркивающие средства. Большие дозы действуют как рвотное средство. Эметина гидрохлорид используют в виде инъекционных растворов для лечения амёбной дизентерии. Есть данные об эффективности эметина гидрохлорида при лечении опоясывающего лишая.

## Таксономия
Carapichea ipecacuanha (Brot.) L.Andersson, Kew Bulletin 57(2): 371. 2002.

### Синонимы
- Callicocca ipecacuanha Brot.basionym
- Cephaelis acuminata H.Karst.
- Cephaelis ipecacuanha (Brot.) A.Rich.
- Evea ipecacuanha (Brot.) W.Wight
- Ipecacuanha fusca Raf.
- Ipecacuanha officinalis Arruda
- Ipecacuanha preta Arruda
- Psychotria ipecacuanha (Brot.) Stokes
- Uragoga acuminata (H.Karst) Farw.
- Uragoga granatensis Baill.
- Uragoga ipecacuanha (Brot.) Baill.

## В литературе
Ипекакуана неоднократно упоминается в цикле рассказов Михаила Булгакова «Записки юного врача»:
И тут же, хотя никто не требовал от меня в одиночестве у лампы ипекакуанки, я малодушно перелистал рецептурный справочник, проверил ипекакуанку<…>
«Ипекакуана» — название судна в романе Г. Уэллса «Остров доктора Моро», на котором главный герой прибыл на остров, где разворачивались основные события. Хозяин судна (который был капитаном) подвергался насмешкам со стороны одного из пассажиров из-за этого:
Из всех дурацких имен он не мог выбрать для судна лучшего, чем «Ипекакуана»<…>
Также в одном из эпизодов м/с Гриффины вся семья пьет сироп рвотного корня в борьбе за последний кусочек пирога Лоис.